# Саветовање
Термином саветовање обухваћени су различити терапијски поступци и модели који се одвијају између две особе (терапеута и клијента) чиме се пружа помоћ појединцима и особама из њихове околине за властити напредак, лично одрастање и боље социјално функционисање. С обзиром на усмерење разликујемо директивно и недирективно саветовање. Код директивног саветовања пажња се усмерава ка промени у личности клијента, док се недирективним саветовањем помаже клијенту да сам открије своје потенцијале, односно да, уз помоћ терапеута, у највећој мери помогне сопственом развоју и стицању идентитета. У социјалном раду, популарна метода коју користе клинички социјални радници како би водили појединце, породице, групе, креативним активностима, попут, указивања на алтернативе, помоћ у артикулисању циљева и обезбеђивању потребних информација.